# HVM Racing
HVM Racing fue un equipo estadounidense de carreras que compitió en la CART/Championship Auto Racing Teams y en la IndyCar Series, originalmente compitió como Bettenhausen Motorsports entre 1986 y 2001, (en ese entonces el equipo fue fundado por el excorredor del Campeonato USAC Tony Bettenhausen Jr.); luego de varios años, pasó por varios cambios en la denominación del equipo, primero, por razones de patrocinio, y segundo, por cambio o asociación de nuevos copropietarios, por lo que pasó a denominarse inicialmente como Herdez Competition (2002-2004), siendo adquirido en 2002 por Keith Wiggins, y luego denominándolo CTE-HVM Racing (añadiéndose como copropietario el actor/comediante Cedric the Entertainer.) entre 2004 y 2006. En 2007 y 2008, el nombre del equipo fue cambiado de nuevo por la llegada de su nuevo copropietario, Paul Stoddart, denominándolo como Minardi Team USA producto de que en ese tiempo tuvo a su cargo en propiedad el antiguo equipo de Fórmula 1, la escudería italiana Minardi, y el cual, tomando parte de sus activos refundando al equipo de Champ Car, en 2007; pero a finales de 2008, Stoddart vendió su parte del equipo y Keith Wiggins retomó su papel como propietario principal, dándole el nombre definitivo del equipo como HVM Racing, y compitió con dicho nombre hasta dejar de competir en las carreras automovilísticas en 2012 por razones económicas, y de los cuales desde entonces asumió el rol de patrocinador asociado de varios pilotos hasta la actualidad para otros equipos.

## Historia

### Primeros años
El equipo ha tenido una larga historia de denominaicón del nombre del equipo, primero como Bettenhausen Motorsports, bajo la dirección y fundación de Tony Bettenhausen Jr. Los coches conocidos principalmente de color azul oscuro, blanco y rojo con el patrocinio de Aluminios Alumax y corrieron con varios pilotos notables, entre ellos el sueco ex-F1 Stefan Johansson, el brasileño Helio Castroneves, y el canadiense Patrick Carpentier. El coche de 1992 apareció en la portada del juego de video para PC Indycar Racing One. Tuvieron una difícil temporada en 1999 ya que el equipo corrió tres pilotos y uno de ellos, Shigeaki Hattori, tenía su licencia de competidor revocada por el principal administrador Wally Dallenbach Sr., antes de la carrera en Laguna Seca.

#### Comienzo de la era Keith Wiggins

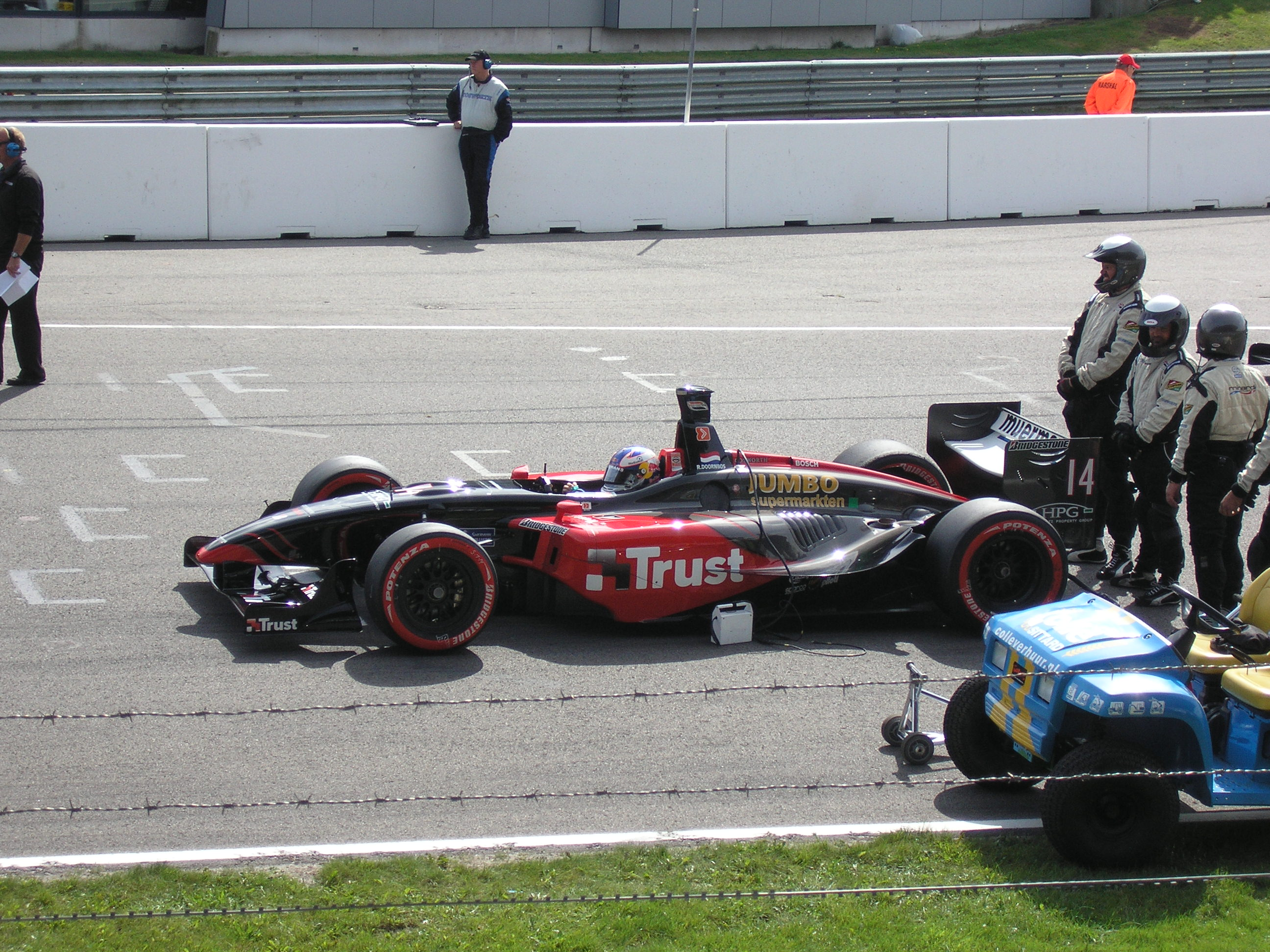
Robert Doornbos preparando para clasificarse para el Gran Premio Champ Car Bavaria de Holanda en el circuito de Assen.

Al comiendo del año 2000 y justo antes de inicio de la temporada, Bettenhausen, su esposa y sus dos socios de negocios murieron en un accidente aéreo de regreso de su casa de vacaciones en Florida. El equipo fue renombrado como Herdez Competition a raíz del patrocinio de su piloto, el mexicano Michel Jourdain Jr. Posteriormente, llegó al equipo Keith Wiggins que asumió como copropietario y director general. Dos temporadas competitivas le siguieron y Mario Domínguez llegó al equipo en 2002. Una afortunada victoria en Surfers Paradise tras un inminente aguacero, mostró como Mario Domínguez tratando de sobrepasar rivales cosa que no pudo lograr en la pista, pero fue gracias a la parada en boxes en el que se benefició producto de su estrategia en los pits.
La victoria del mexicano permitió aumentar su confianza y el equipo registró un nuevo resultado, al obtener el 1°y 2° puesto en Miami, con los pilotos Mario Domínguez y Roberto Moreno, y fue el punto culminante de excelente temporada 2003, terminando en 5° lugar en el campeonato. El estadounidense Ryan Hunter-Reay por entonces llegó al equipo en 2004 y logró liderar las 250 vueltas en la Milla de Milwaukee desde la pole position. El patrocinio de Herdez se fue del equipo al final del año y para 2005, con un equipo que ahora se llamaría HVM Racing, Wiggins se vio obligado a tomar pilotos pago como Björn Wirdheim y Ronnie Bremer. A pesar de impresionantes actuaciones de Wirdheim en la temporada 2003 de la Fórmula 3000, su título de campeón de dicha serie, y su experiencia como piloto de pruebas del equipo Jaguar Racing, no lograron obtener los resultados esperados para Bremer durante la temporada. A ambos pilotos se les acabaron sus fondos para seguir en el equipo, sin embargo, antes del final de la temporada otro pilotos tuvieron la ocasión de sustituirles en los respectivos dos coches del equipo.
El actor y comediante Cedric the Entertainer se convirtió en otro copropietario para la temporada y lo que le añadió una presencia de la celebridad en el campeonato. Los coches compitieron con un color gris metálico distintivo con la pintura de un pájaro distintivo de Cedric y un oso de la compañía de entretenimiento en los pontones laterales. Nelson Philippe ganó una carrera en Australia para el equipo y el equipo registró su mejor temporada con un 4° puesto en el campeonato para Philippe.

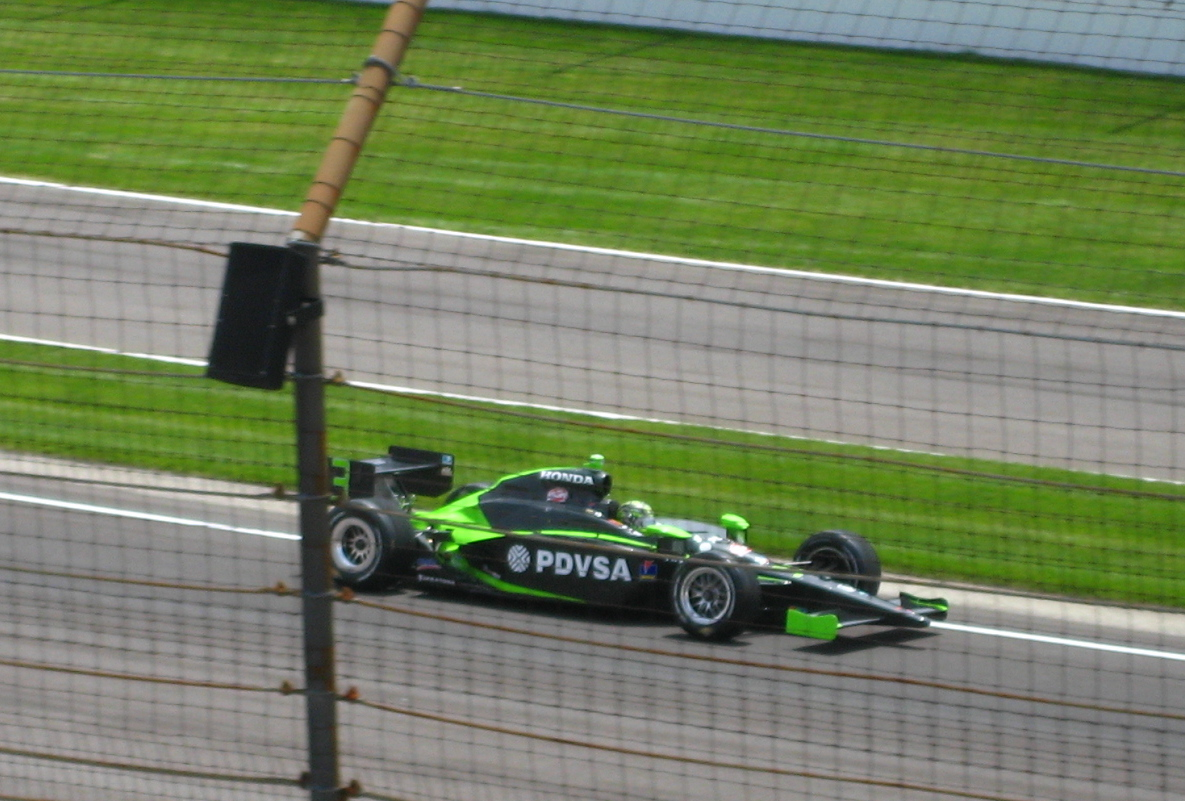
Ernesto José Viso intentando calificar para la Indy 500 de 2008.

#### La llegada de Paul Stoddart como codueño semimayoritario: Minardi Team USA (2007)
En 2006, el magnate Paul Stoddart, ex-propietario del antiguo equipo Minardi de Fórmula 1, compró una participación en el equipo y lo rebautizó como bautizó Minardi Team USA. Para la temporada 2007 Stoddart y Wiggins alinearon los servicios de los pilotos Dan Clarke y el piloto de pruebas de Red Bull Racing de Fórmula 1, el holandés Robert Doornbos. Con Doornbos, el equipo comenzó a competir por las primeras posiciones del podio con bastante regularidad. El equipo anotó su primera victoria como Minardi Team USA en el 2007 en el circuito canadiense de Mont Tremblant. Doornbos luchó por capturar otra victoria en el circuito callejero de San José, y su cifra final obtenida en 2007 fue de 2 victorias y 6 podios. Doornbos terminó tercero en el campeonato, ganándose el título de Novato del Año, y fue el mejor Novato que mejor finalizó en lo más alto del podio de la CART World Series desde que Juan Pablo Montoya lo lograra cuando este obtuvo el título de la serie en 1999. Doornbos también ganó el premio Hard Charger, premio al mejor logro al que mejor remotaba posiciones durante la carrera.
Dan Clarke tuvo una temporada plagada de mala suerte, pero tuvo un punto brillante, cuando terminó segundo en Road America, a pesar de que estuvo involucrado en un incidente a alta velocidad con su compañero Doornbos, que le perjudicó las esperanzas de campeonato al holandés. Clarke más tarde provocó un accidente múltiple durante los entrenamientos libres en Zolder, y fue suspendido de la competición durante el fin de semana.

### IndyCar Series (2008-2012) La transición de Minardi Team USA a HVM Racing

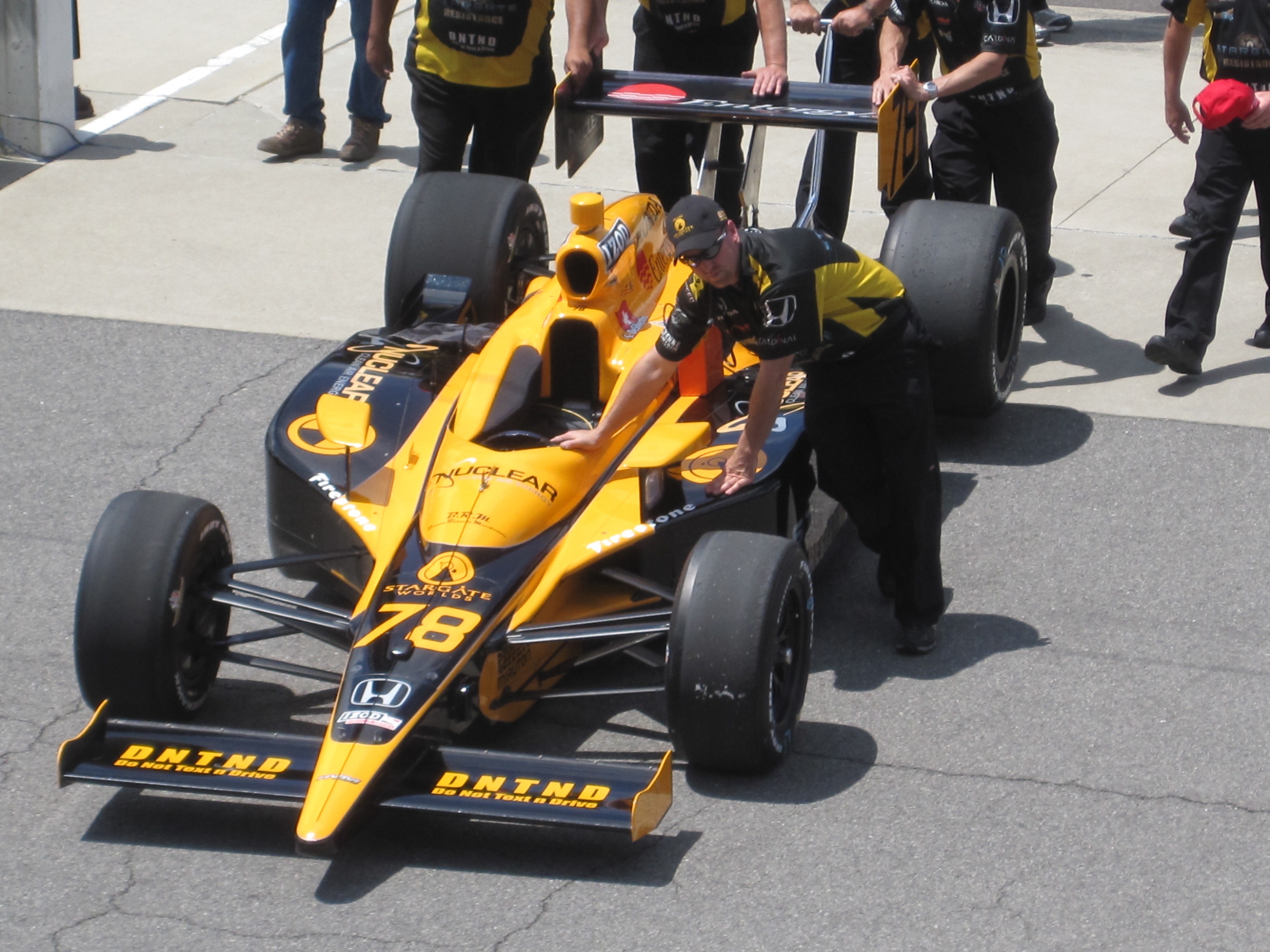
Cohe de la piloto suiza Simona de Silvestro en la Pole Day de la Indy 500 de 2010.

En 2008 a raíz de la unificación de las series que formaban parte del Campeonato de Monoplazas de Estados Unidos, el equipo se trasladó a la IndyCar Series contratando a E.J. Viso como piloto. El equipo también participó en el Toyota Gran Premio de Long Beach con dos coches más con el nombre de Minardi Team USA Viso terminó la temporada 2008 con siete carreras entre los 10° primeros lugares y una muy buena temporada logrando un 4° lugar en San Petersburgo.

#### Temporada 2009
Viso se quedó en el equipo un año más en 2009 y el equipo alineó con una asociación del equipo de Indy Lights Michael Crawford Motorsports, rebautizadose una vez más como HVM Racing tanto en Indy Lights como en la serie principal. El equipo de Indy Lights corrió su primera carrera en el Infineon Raceway en agosto de 2009 con el piloto mexicano Juan Pablo García. Ryan Hunter-Reay probó en la IndyCar Series en Sebring dos semanas antes de la apertura de la temporada 2009, que se llevaría a cabo en el trazado callejero de San Petersburgo, y pareció convertirse en el segundo piloto del equipo, pero terminó optando por competir para Vision Racing en su lugar. El piloto francés Nelson Philippe se unió al equipo como su segundo piloto para las 500 millas de Indianapolis. Robert Doornbos regresó a HVM en agosto de 2009, como piloto del cochel #33 para el resto de la temporada 2009.

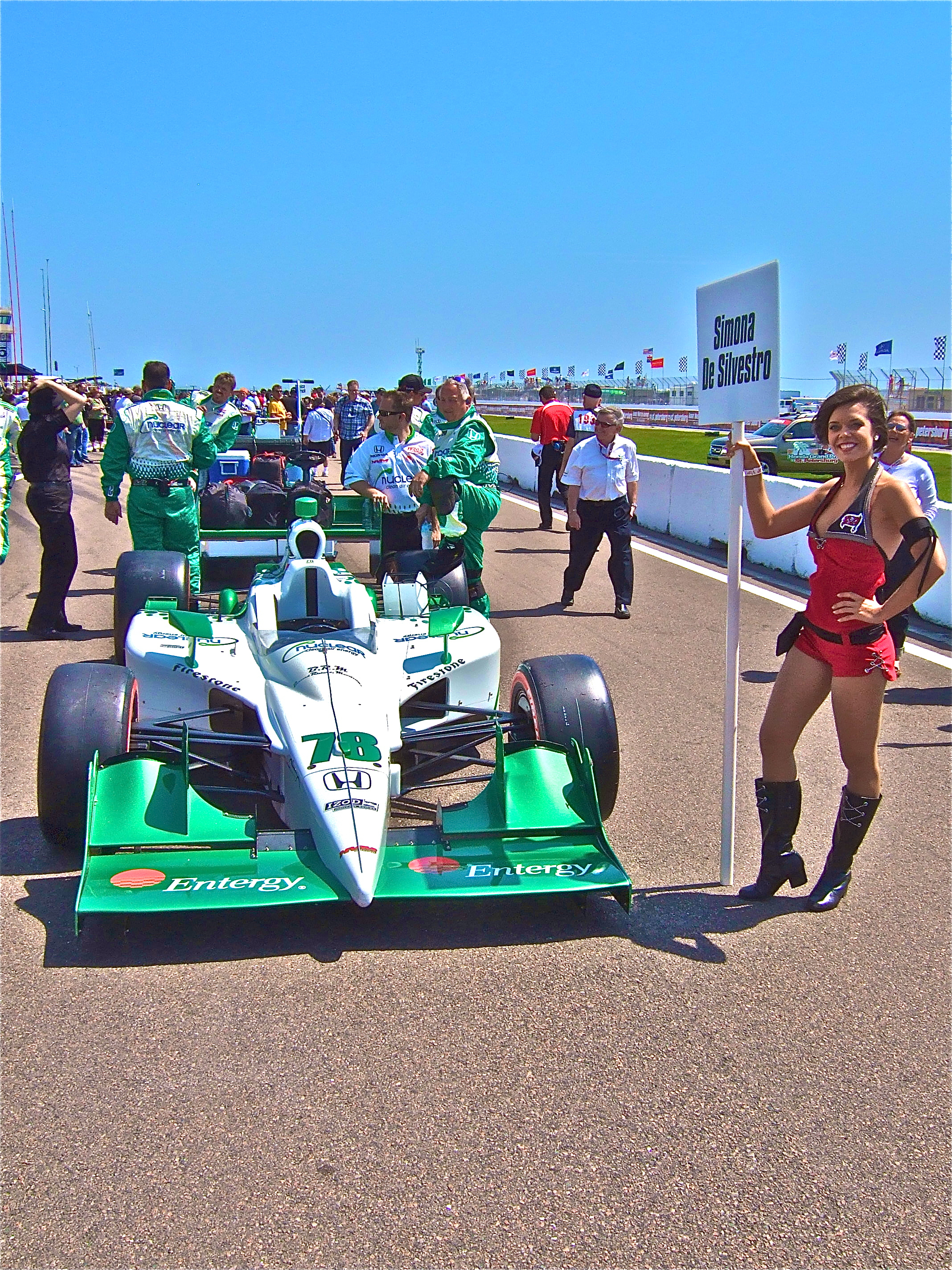
Simona de Silvestro en su competencia con HVM racing en su última temporada con el equipo antes de cambiar a KV Racing Technology.

#### Temporada 2010
Para la temporada de 2010, HVM Racing firmó a la piloto Suiza Simona de Silvestro para conducir el coche #78 a tiempo completo bajo la asociación del patrocinio Stargate Worlds. Simona de Silvestro fue una de cinco mujeres que compitieron en la IndyCar Series en 2010, destacando a las pilotos rivales como la brasileña Ana Beatriz, la venezolana Milka Duno, y las estadounidenses Sarah Fisher y Danica Patrick, terminando 19º puesto en la clasificación general en puntos. Ella fue la segunda piloto que estuvo en las posiciones más altas en el Campeonato, por detrás de Danica Patrick, quien terminó en 10° lugar. El mejor resultado de Simona de Silvestro en 2010 se produjo en Mid-Ohio Sports Car Course, donde terminó en el 8° lugar.
El 6 de octubre de 2010, apenas cuatro días después del fin de la temporada 2010, HVM Racing anunciaron la continuidad Simona de Silvestro en el equipo en 2011 con el coche #78.

#### Temporadas 2011 y 2012: Últimas competencias
El 30 de octubre de 2012, de Silvestro cambió de equipo marchándose para competir con KV Racing Technology en 2013, dejando al equipo HVM sin piloto y patrocinador. Sin embargo, el expiloto venezolano de KV Racing Technology, E.J. Viso tenía la intención de dirigir su propio equipo para 2013, pero tuvo muy poca suerte para lograr dicho logro. HVM y Viso entonces unieron fuerzas con una asociación con Andretti Autosport para que Ernesto Viso pudiese competir como equipo satélite de Andretti.

## Pilotos Notables IndyCar Series/Champ Car World Series (Bettenhausen/Herdez/HVM/CTE-HVM/Minardi Team USA)

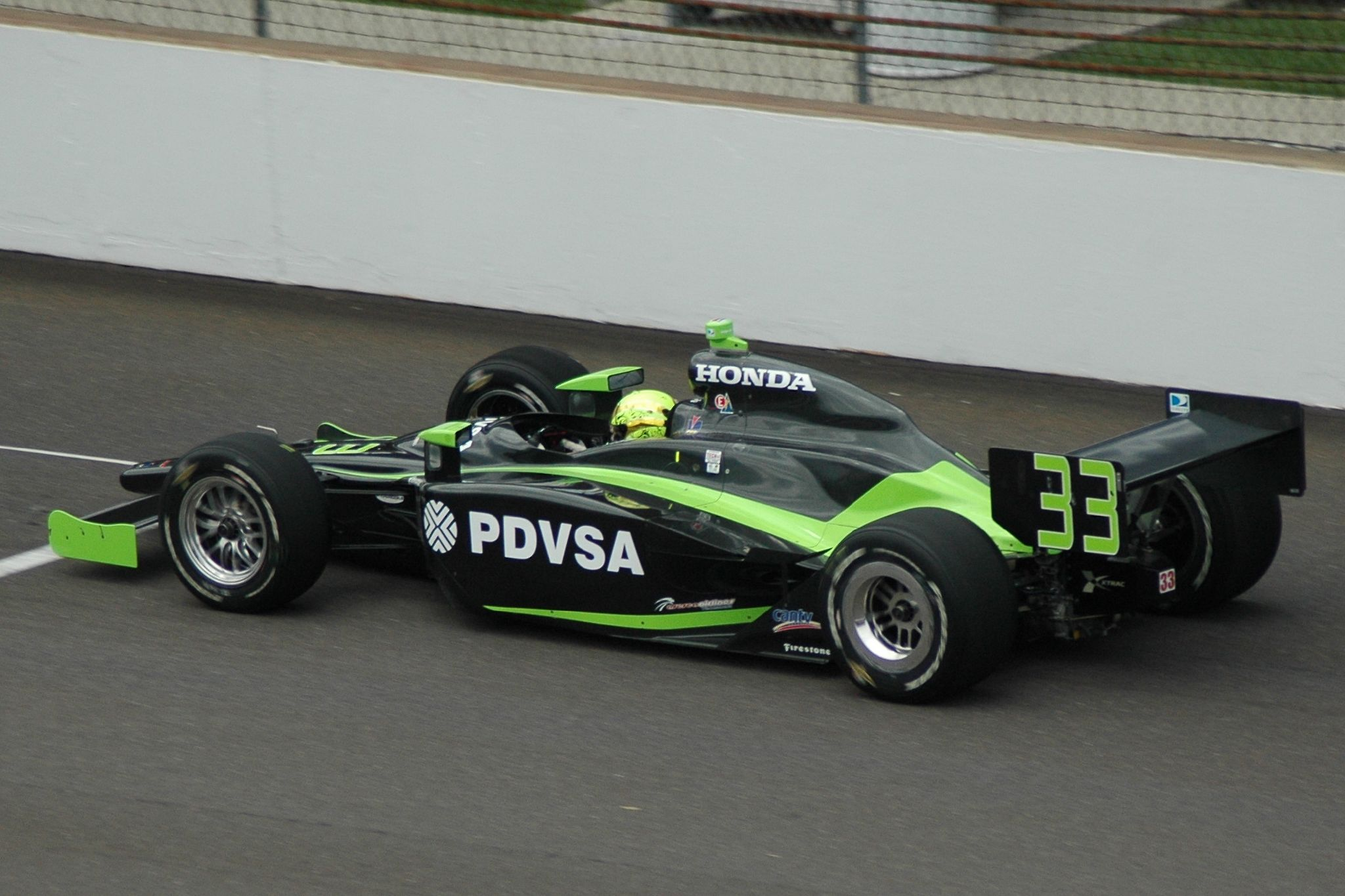
Ernesto José Viso en la Indy 500.

- Gary Bettenhausen (1982–1983, 1996)
- Ronnie Bremer (2005)
- Patrick Carpentier (1997)
- Helio Castroneves (1998)
- Dan Clarke (2006–2007)
- Simona de Silvestro (2010–2012)
- Fabrizio del Monte (2005)
- Mario Domínguez (2002–2004, 2007)
- Robert Doornbos (2007, 2009)
- Roberto González (2003)
- Shigeaki Hattori (1999)
- Ryan Hunter-Reay (2004)
- Stefan Johansson (1992–1996)
- Michel Jourdain Jr. (2000–2001)
- Rodolfo Lavin (2005)
- Roberto Moreno (2003, 2008)
- Nelson Philippe (2006, 2008, 2009)
- Homero Richards (2005)
- Gualter Salles (1999)
- Alex Sperafico (2005)
- E. J. Viso (2008–2009)
- Björn Wirdheim (2005)

### Resultados como equipo
| Año                                                                                         | Coche                                                                                       | Pilotos                                                                                     | Competencias                                                                                | VIctorias                                                                                   | Poles                                                                                       | Vueltas Rápidas                                                                             | Puntos                                                                                      | Pos. Final                                                                                  |
| CART IndyCar World Series/CART World Championship Series/Champ Car World Series (1986-2007) | CART IndyCar World Series/CART World Championship Series/Champ Car World Series (1986-2007) | CART IndyCar World Series/CART World Championship Series/Champ Car World Series (1986-2007) | CART IndyCar World Series/CART World Championship Series/Champ Car World Series (1986-2007) | CART IndyCar World Series/CART World Championship Series/Champ Car World Series (1986-2007) | CART IndyCar World Series/CART World Championship Series/Champ Car World Series (1986-2007) | CART IndyCar World Series/CART World Championship Series/Champ Car World Series (1986-2007) | CART IndyCar World Series/CART World Championship Series/Champ Car World Series (1986-2007) | CART IndyCar World Series/CART World Championship Series/Champ Car World Series (1986-2007) |
| Bettenhausen Motorsports                                                                    | Bettenhausen Motorsports                                                                    | Bettenhausen Motorsports                                                                    | Bettenhausen Motorsports                                                                    | Bettenhausen Motorsports                                                                    | Bettenhausen Motorsports                                                                    | Bettenhausen Motorsports                                                                    | Bettenhausen Motorsports                                                                    | Bettenhausen Motorsports                                                                    |
| ------------------------------------------------------------------------------------------- | ------------------------------------------------------------------------------------------- | ------------------------------------------------------------------------------------------- | ------------------------------------------------------------------------------------------- | ------------------------------------------------------------------------------------------- | ------------------------------------------------------------------------------------------- | ------------------------------------------------------------------------------------------- | ------------------------------------------------------------------------------------------- | ------------------------------------------------------------------------------------------- |
| 1986                                                                                        | March-Cosworth                                                                              | Tony Bettenhausen Jr.                                                                       | 1                                                                                           | 0                                                                                           | 0                                                                                           | 0                                                                                           | 0                                                                                           | NC                                                                                          |
| 1987                                                                                        | March-Cosworth                                                                              | Tony Bettenhausen Jr.                                                                       | 9                                                                                           | 0                                                                                           | 0                                                                                           | 0                                                                                           | 7                                                                                           | 29°                                                                                         |
| 1988                                                                                        | March-Cosworth Lola-Cosworth                                                                | Tony Bettenhausen Jr.                                                                       | 17                                                                                          | 0                                                                                           | 0                                                                                           | 0                                                                                           | 25                                                                                          | 17°                                                                                         |
| 1988                                                                                        | Lola-Cosworth                                                                               | Dennis Vitolo                                                                               | 1                                                                                           | 0                                                                                           | 0                                                                                           | 0                                                                                           | 2                                                                                           | 33°                                                                                         |
| 1989                                                                                        | Lola-Cosworth                                                                               | Jean-Pierre Frey                                                                            | 1                                                                                           | 0                                                                                           | 0                                                                                           | 0                                                                                           | 0                                                                                           | 41°                                                                                         |
| 1989                                                                                        | Lola-Cosworth                                                                               | John Paul Jr.                                                                               | 1                                                                                           | 0                                                                                           | 0                                                                                           | 0                                                                                           | 0                                                                                           | 44°                                                                                         |
| 1989                                                                                        | Lola-Cosworth                                                                               | Steve Chassey                                                                               | 2                                                                                           | 0                                                                                           | 0                                                                                           | 0                                                                                           | 0                                                                                           | 53°                                                                                         |
| 1989                                                                                        | Lola-Cosworth                                                                               | Jon Beekhuis                                                                                | 3                                                                                           | 0                                                                                           | 0                                                                                           | 0                                                                                           | 0                                                                                           | 36°                                                                                         |
| 1990                                                                                        | Lola-Cosworth                                                                               | Guido Daccò                                                                                 | 1                                                                                           | 0                                                                                           | 0                                                                                           | 0                                                                                           | 0                                                                                           | 29°                                                                                         |
| 1990                                                                                        | Lola-Cosworth Lola-Buick                                                                    | Tony Bettenhausen Jr.                                                                       | 11                                                                                          | 0                                                                                           | 0                                                                                           | 0                                                                                           | 4                                                                                           | 24°                                                                                         |
| 1991                                                                                        | Penske-Chevrolet                                                                            | Tony Bettenhausen Jr.                                                                       | 17                                                                                          | 0                                                                                           | 0                                                                                           | 0                                                                                           | 27                                                                                          | 14°                                                                                         |
| 1991                                                                                        | Penske-Chevrolet                                                                            | Cornelius Euser                                                                             | 1                                                                                           | 0                                                                                           | 0                                                                                           | 0                                                                                           | 3                                                                                           | 27°                                                                                         |
| 1992                                                                                        | Penske-Chevrolet                                                                            | Tony Bettenhausen Jr.                                                                       | 6                                                                                           | 0                                                                                           | 0                                                                                           | 0                                                                                           | 6                                                                                           | 24°                                                                                         |
| 1992                                                                                        | Penske-Chevrolet                                                                            | Stefan Johansson                                                                            | 9                                                                                           | 0                                                                                           | 0                                                                                           | 0                                                                                           | 47                                                                                          | 14°                                                                                         |
| 1993                                                                                        | Penske-Chevrolet                                                                            | Stefan Johansson                                                                            | 16                                                                                          | 0                                                                                           | 0                                                                                           | 0                                                                                           | 43                                                                                          | 13°                                                                                         |
| 1993                                                                                        | Penske-Chevrolet                                                                            | Tony Bettenhausen Jr.                                                                       | 1                                                                                           | 0                                                                                           | 0                                                                                           | 0                                                                                           | 0                                                                                           | 47°                                                                                         |
| 1993                                                                                        | Penske-Chevrolet                                                                            | Scott Sharp                                                                                 | 1                                                                                           | 0                                                                                           | 0                                                                                           | 0                                                                                           | 0                                                                                           | 48°                                                                                         |
| 1994                                                                                        | Penske-Ilmor                                                                                | Stefan Johansson                                                                            | 16                                                                                          | 0                                                                                           | 0                                                                                           | 0                                                                                           | 57                                                                                          | 11°                                                                                         |
| 1994                                                                                        | Penske-Ilmor                                                                                | Gary Brabham                                                                                | 1                                                                                           | 0                                                                                           | 0                                                                                           | 0                                                                                           | 0                                                                                           | 52°                                                                                         |
| 1994                                                                                        | Penske-Ilmor                                                                                | Robbie Groff                                                                                | 2                                                                                           | 0                                                                                           | 0                                                                                           | 0                                                                                           | 0                                                                                           | 34°                                                                                         |
| 1995                                                                                        | Penske-Mercedes Reynard-Cosworth                                                            | Stefan Johansson                                                                            | 17                                                                                          | 0                                                                                           | 0                                                                                           | 0                                                                                           | 60                                                                                          | 13°                                                                                         |
| 1996                                                                                        | Reynard-Mercedes                                                                            | Stefan Johansson                                                                            | 16                                                                                          | 0                                                                                           | 0                                                                                           | 0                                                                                           | 43                                                                                          | 15°                                                                                         |
| 1996                                                                                        | Penske-Mercedes                                                                             | Gary Bettenhausen                                                                           | 1                                                                                           | 0                                                                                           | 0                                                                                           | 0                                                                                           | 0                                                                                           | 33°                                                                                         |
| 1997                                                                                        | Reynard-Mercedes                                                                            | Patrick Carpentier                                                                          | 15                                                                                          | 0                                                                                           | 0                                                                                           | 0                                                                                           | 27                                                                                          | 17°                                                                                         |
| 1997                                                                                        | Reynard-Mercedes                                                                            | Roberto Moreno                                                                              | 2                                                                                           | 0                                                                                           | 0                                                                                           | 0                                                                                           | 16                                                                                          | 19°                                                                                         |
| 1998                                                                                        | Reynard-Mercedes                                                                            | Helio Castroneves                                                                           | 19                                                                                          | 0                                                                                           | 0                                                                                           | 0                                                                                           | 36                                                                                          | 17°                                                                                         |
| 1999                                                                                        | Reynard-Mercedes                                                                            | Shigeaki Hattori                                                                            | 8                                                                                           | 0                                                                                           | 0                                                                                           | 0                                                                                           | 0                                                                                           | 34°                                                                                         |
| 1999                                                                                        | Reynard-Mercedes                                                                            | Gualter Salles                                                                              | 7                                                                                           | 0                                                                                           | 0                                                                                           | 0                                                                                           | 5                                                                                           | 26°                                                                                         |
| 2000                                                                                        | Lola-Mercedes                                                                               | Michel Jourdain Jr.                                                                         | 20                                                                                          | 0                                                                                           | 0                                                                                           | 0                                                                                           | 18                                                                                          | 22°                                                                                         |
| 2001                                                                                        | Lola-Cosworth                                                                               | Michel Jourdain Jr.                                                                         | 21                                                                                          | 0                                                                                           | 0                                                                                           | 0                                                                                           | 30                                                                                          | 2°                                                                                          |
| Herdez Competition                                                                          |                                                                                             |                                                                                             |                                                                                             |                                                                                             |                                                                                             |                                                                                             |                                                                                             |                                                                                             |
| 2002                                                                                        | Lola-Cosworth                                                                               | Mario Domínguez                                                                             | 19                                                                                          | 1                                                                                           | 0                                                                                           | 1                                                                                           | 37                                                                                          | 18°                                                                                         |
| 2003                                                                                        | Lola-Cosworth                                                                               | Roberto Moreno                                                                              | 17                                                                                          | 0                                                                                           | 0                                                                                           | 0                                                                                           | 67                                                                                          | 13°                                                                                         |
| 2003                                                                                        | Lola-Cosworth                                                                               | Mario Domínguez                                                                             | 18                                                                                          | 1                                                                                           | 0                                                                                           | 0                                                                                           | 118                                                                                         | 6°                                                                                          |
| 2003                                                                                        | Lola-Cosworth                                                                               | Roberto González                                                                            | 1                                                                                           | 0                                                                                           | 0                                                                                           | 0                                                                                           | 3                                                                                           | 24°                                                                                         |
| 2004                                                                                        | Lola-Cosworth                                                                               | Ryan Hunter-Reay                                                                            | 14                                                                                          | 1                                                                                           | 1                                                                                           | 1                                                                                           | 199                                                                                         | 9°                                                                                          |
| 2004                                                                                        | Lola-Cosworth                                                                               | Mario Domínguez                                                                             | 14                                                                                          | 0                                                                                           | 0                                                                                           | 1                                                                                           | 244                                                                                         | 5°                                                                                          |
| HVM Racing                                                                                  |                                                                                             |                                                                                             |                                                                                             |                                                                                             |                                                                                             |                                                                                             |                                                                                             |                                                                                             |
| 2005                                                                                        | Lola-Cosworth                                                                               | Bjorn Wirdheim                                                                              | 11                                                                                          | 0                                                                                           | 0                                                                                           | 0                                                                                           | 115                                                                                         | 14°                                                                                         |
| 2005                                                                                        | Lola-Cosworth                                                                               | Ronnie Bremer                                                                               | 5                                                                                           | 0                                                                                           | 0                                                                                           | 0                                                                                           | 139                                                                                         | 12°                                                                                         |
| 2005                                                                                        | Lola-Cosworth                                                                               | Alex Sperafico                                                                              | 2                                                                                           | 0                                                                                           | 0                                                                                           | 0                                                                                           | 24                                                                                          | 20°                                                                                         |
| 2005                                                                                        | Lola-Cosworth                                                                               | Rodolfo Lavin                                                                               | 6                                                                                           | 0                                                                                           | 0                                                                                           | 0                                                                                           | 72                                                                                          | 18°                                                                                         |
| 2005                                                                                        | Lola-Cosworth                                                                               | Fabrizio del Monte                                                                          | 1                                                                                           | 0                                                                                           | 0                                                                                           | 0                                                                                           | 10                                                                                          | 26°                                                                                         |
| 2005                                                                                        | Lola-Cosworth                                                                               | Homero Richards                                                                             | 1                                                                                           | 0                                                                                           | 0                                                                                           | 0                                                                                           | 5                                                                                           | 28°                                                                                         |
| CTE-HVM Racing                                                                              |                                                                                             |                                                                                             |                                                                                             |                                                                                             |                                                                                             |                                                                                             |                                                                                             |                                                                                             |
| 2006                                                                                        | Lola-Cosworth                                                                               | Nelson Philippe                                                                             | 14                                                                                          | 1                                                                                           | 0                                                                                           | 1                                                                                           | 231                                                                                         | 4°                                                                                          |
| 2006                                                                                        | Lola-Cosworth                                                                               | Dan Clarke                                                                                  | 14                                                                                          | 0                                                                                           | 0                                                                                           | 0                                                                                           | 175                                                                                         | 12°                                                                                         |
| Minardi Team USA                                                                            |                                                                                             |                                                                                             |                                                                                             |                                                                                             |                                                                                             |                                                                                             |                                                                                             |                                                                                             |
| 2007                                                                                        | Panoz DP01-Cosworth                                                                         | Robert Doornbos                                                                             | 14                                                                                          | 2                                                                                           | 0                                                                                           | 1                                                                                           | 268                                                                                         | 3°                                                                                          |
| 2007                                                                                        | Panoz DP01-Cosworth                                                                         | Dan Clarke                                                                                  | 13                                                                                          | 0                                                                                           | 0                                                                                           | 1                                                                                           | 129                                                                                         | 13°                                                                                         |
| 2007                                                                                        | Panoz DP01-Cosworth                                                                         | Mario Domínguez                                                                             | 1                                                                                           | 0                                                                                           | 0                                                                                           | 0                                                                                           | 78                                                                                          | 18°                                                                                         |
| IndyCar Series (2008-2012)                                                                  |                                                                                             |                                                                                             |                                                                                             |                                                                                             |                                                                                             |                                                                                             |                                                                                             |                                                                                             |
| Minardi Team USA                                                                            |                                                                                             |                                                                                             |                                                                                             |                                                                                             |                                                                                             |                                                                                             |                                                                                             |                                                                                             |
| 2008                                                                                        | Dallara-Honda Panoz-Cosworth                                                                | Ernesto Viso                                                                                | 17                                                                                          | 0                                                                                           | 0                                                                                           | 0                                                                                           | 286                                                                                         | 18°                                                                                         |
| HVM Racing                                                                                  |                                                                                             |                                                                                             |                                                                                             |                                                                                             |                                                                                             |                                                                                             |                                                                                             |                                                                                             |
| 2009                                                                                        | Dallara-Honda                                                                               | Ernesto Viso                                                                                | 17                                                                                          | 0                                                                                           | 0                                                                                           | 0                                                                                           | 248                                                                                         | 18°                                                                                         |
| 2009                                                                                        | Dallara-Honda                                                                               | Nelson Philippe                                                                             | 1                                                                                           | 0                                                                                           | 0                                                                                           | 0                                                                                           | 16                                                                                          | 35°                                                                                         |
| 2009                                                                                        | Dallara-Honda                                                                               | Robert Doornbos                                                                             | 5                                                                                           | 0                                                                                           | 0                                                                                           | 0                                                                                           | 283                                                                                         | 16°                                                                                         |
| 2010                                                                                        | Dallara-Honda                                                                               | Simona de Silvestro                                                                         | 17                                                                                          | 0                                                                                           | 0                                                                                           | 0                                                                                           | 242                                                                                         | 19°                                                                                         |
| 2011                                                                                        | Dallara-Honda                                                                               | Simona de Silvestro                                                                         | 15                                                                                          | 0                                                                                           | 0                                                                                           | 1                                                                                           | 225                                                                                         | 20°                                                                                         |
| 2012                                                                                        | Dallara-Lotus                                                                               | Simona de Silvestro                                                                         | 14                                                                                          | 0                                                                                           | 0                                                                                           | 0                                                                                           | 182                                                                                         | 24°                                                                                         |